# Joseba Asensio Artaraz
Joseba Asensio Artaraz   (Bilbao, 21 d'abril de 1959 - Presó d'Herrera de la Mancha, 8 de juny de 1986) conegut popularment com a «Olímpico» i «Joseba Aberri Eguna», així com pel nom de guerra «Kirruli» fou un professor de llengua basca i activista polític basc, militant d'Euskadi Ta Askatasuna entre 1978 i 1980. Als vint-i-set anys morí de tuberculosi pulmonar a la presó d'Herrera de la Mancha.

## Biografia
Asensio nasqué el 1959 a Bilbao en una família que combinà la tradició de pensament comunista i nacionalista basca. El seu pare, Alonso Asensio, fou un exiliat a la Gran Bretanya durant la guerra del 36 i retornà a la capital biscaïna per a treballar la resta de la seva vida a la fàbrica de Firestone, i el seu avi patern fou un treballador comunista de Valladolid que emigrà a Bilbao després de patir presidi durant la postguerra. Pel que fa a la família materna foren comerciants autònoms estretament vinculats amb el nacionalisme basc. Cursà els seus estudis de secundària a l'institut Txurdinaga i, a partir de 1975, es dedicà intensament a l'activisme polític.

### Militància i empresonament
La seva militància seguí un transcurs dinàmic propi de l'època: s'inicià a ODEM i posteriorment a Ikasle Abertzaleen Mugimendua; a l'Euskal Kultur Taldea (EKT); així com a Euskal Herriko Alderdi Sozialista (EHAS), com a pas previ a Herri Alderdi Sozialista Iraultzailea (HASI). Durant aquells anys aprengué la llengua basca i, al cap de poc, assolí el títol D de l'Euskaltzaindia, si bé al llarg de la seva vida seguí estudiant per a aconseguir el títol EGA. Entre 1977 i 1979 ensenyà basc a l'escola nocturna de Sestao, a l'Escola de Comerç i a l'AISS. L'any 1977 a Gasteiz, durant la celebració del darrer Aberri Eguna prohibit pel Govern Civil d'Àlaba, Asensio llençà una bola de neu a un agent de policia que tenia intenció de dissoldre l'acte. En aquell moment s'assabentà que un altre agent se li acostava corrent pel darrere, de manera que inicià una fugida gràcies a la qual s'escapà. La persecució fou tan ràpida i vistosa que l'endemà aparegué en imatges a la premsa i la televisió. Fins i tot, al poble el començaren a anomenar «Olímpico» i, posteriorment a la presó, «Joseba Aberri Eguna».
L'any 1978 ingressà al grup armat independentista basc Euskadi Ta Askatasuna (ETA) amb el nom de guerra «Kirruli» però, dos anys després, fou detingut, traslladat i incomunicat durant deu dies a la Direcció General de Seguretat espanyola, situada a Madrid i a càrrec de l'inspector Antonio González Pacheco, conegut com a «Billy el Niño» per les seves pràctiques de tortura. Asensio fou jutjat poc després i condemnat a nou anys de presó per col·laboració amb banda armada, estralls i tinença d'armes. En compliment de la condemna fou internat a la presó de Carabanchel, Burgos, Sòria, Puerto de Santa María, Alcalá Meco i Herrera de la Mancha, i realitzà fins a un total de sis vagues de fam. El gener de 1982, després d'una vaga de fam de 36 dies, el servei mèdic de Carabanchel li diagnosticà una pleuritis. Tot i que el metge a càrrec intentà mantenir-lo ingressat, les autoritats penitenciàries el traslladaren al Puerto de Santa María. A la nova presó no se li realitzà cap mena de reconeixement mèdic per a monitorar la recuperació i, davant de les successives recaigudes, només se li subministrà xarop i pastilles per a la tos.

### Mort
El 8 de juny de 1986, quan faltaven uns tres anys per a complir tota la sentència, aparegué mort a la seva cel·la del mòdul 3 de la presó d'Herrera de la Mancha, a prop de la ciutat castellana de Ciudad Real. Els funcionaris del centre penitenciari l'anaren a buscar després que no s'hagués presentat al recompte matinal i se'l trobaren estirat al llit sense signes externs de violència, víctima d'un infart de miocardi, segons els primers indicis reportats. No obstant això, després s'acredità que morí d'una greu infecció de tuberculosi pulmonar, que degenerà en un xoc sèptic o en una insuficiència respiratòria aguda. Com a resposta, i en el mateix dia del traspàs, Herri Batasuna convocà diverses manifestacions en memòria seva a Biscaia, les quals acabaren en aldarulls entre els manifestants i la policia. A Bilbao, per exemple, agents de la policia carregaren amb material antiavalot contra grups de joves que creuaven autobusos al carrer i responien amb el llançament de pedres. El 10 de juny, dirigents d'Herri Batasuna expressaren, en una roda de premsa, la intenció de querellar-se contra l'Administració espanyola per no haver dispensat un tractament mèdic adequat a Asensio i, que per aquesta raó, denunciarien el cas davant d'organismes internacionals. Per la seva banda, la Direcció General d'Institucions Penitenciàries al·legà que, el pres només s'havia queixat d'una molèstia als ulls durant la seva detenció.

### Funeral
Tanmateix, el seu funeral també generà enfrontaments al carrer. Aquell mateix 10 de juny es convocà a les 21:30 hores a la plaça Zaralburu de Bilbao per a rebre el fèretre d'Asensio. A les 23 hores, quan les restes mortals encara no havien arribat, a la plaça s'hi trobaven un miler de persones i els agents de la 141a Companyia de Reversa General de la Policia espanyola decidiren carregar sense previ avís, fent ús de pots de fum, pilotes de goma i porres de gran contundència. L'acció de la policia provocà nombroses barricades per a llançar pedres i bosses d'escombraries contra els agents. Pocs minuts després, a les 23:20 hores arribà el fèretre d'Asensio amb una comitiva de vint cotxes que l'havien acompanyat des de Miranda de Ebro. En el moment d'arribar a la plaça, la policia intentà desviar el furgó fúnebre per un carrer i la caravana de cotxes per un altre. Després d'una hora de negociació entre la policia i els familiars del difunt s'aconseguí que anessin junts, sense passar per la plaça, i anessin en direcció a l'hospital de Basurto.
L'endemà a la tarda, s'organitzà el trasllat del fèretre des de l'hospital de Basurto fins al parc de l'Arenal, on Herri Batasuna havia convocat un acte d'homenatge. Cap a les 19 hores, a l'alçada del carrer d'Ercilla, la policia espanyola intervingué amb virulència contra la comitiva que duia el fèretre a les espatlles. Com a resultat de l'operació 30 persones resultaren ferides, entre elles, el dirigent de la Mesa Nacional d'HB Txomin Ziluaga, amb una forta contusió, i la germana d'Asensio amb una ferida al cap, la qual fou ingressada a l'Hospital de Bilbao per a rebre punts de sutura. Un cop dissolta la comitiva, la Policia espanyola es feu càrrec del fèretre i el traslladà al cementiri de Derio amb un cotxe del cos. Al mateix temps, al parc de l'Arenal, tres inspectors de la Brigada d'Informació de la policia, vestits de paisà, foren descoberts per alguns assistents, varen treure la pistola i dispararen 20 trets a l'aire. L'acte no comptava amb el permís del governador civil de Biscaia però sí de la Junta Electoral de Zona.